# Ружанська пуща
Ружанська пуща (біл. Ружанская пушча) — лісовий масив і заказник державного значення в Пружанському районі Брестської області, на південному заході від селища Ружани. Площа 15,000 гектарів.
Велика частина пущі включена в біологічний заказник державного значення «Ружанська пуща» (утворений в 1986 році), частина — у складі Міхалінсько-Березовського ботанічного заказника (утворений в 1978 році).
Рельєф місцевості хвилястий. Заказник перетинають величезні яри.
Рослинність представлена такими породами дерев, як: граб, дуб, в'яз, липа, сосна, ялина, модрина, саджанці ялини білої, берези, вільхи, осики.
У заказнику зосереджений унікальний комплекс рідкісних видів рослин: дзвінок широколистий, конвалія, чебрець, зубрівка, дуже багато вересових ділянок.
Грибний світ представлені всіма відомими в Білорусі видами і у доволі великій кількості, але зустрічаються і гриби, занесені до Червоної книги Білорусі: спарасіс кучерявий, лисичка сіра, грифола шматкаптуровая, грифола зонтична.
На теренах заказника мешкають олень, сарна, лось, вепр, куниця, рись, заєць біляк і заєць русак, бобер, норка, видра, єнот уссурійський , вивірка, вовк. З птахів зустрічаються чорний лелека, тетерук, шуліка рудий, пугач, вухата сова.
У річці Зельвянка водиться плотва, щука, окунь, лящ, язь.
Об'єкт екологічного туризму.